# Колбовка (Гомельская область)
Колбовка (бел. Коўбаўка) — деревня в Столбунском сельсовете Ветковского района Гомельской области Беларуси.

## География

### Расположение
В 30 км на северо-восток от Ветки, 52 км от Гомеля.

## Транспортная сеть
Транспортные связи по просёлочной, затем автомобильной дороге Столбун — Ветка. Планировка состоит из изогнутой широтной улицы, к центру которой с юга присоединяется короткая прямолинейная улица. Застройка деревянная усадебного типа.

## История
Основана в 1-й половине XVIII века. После 1-го раздела Речи Посполитой (1772 год) в составе Российской империи. С 1832 года действовал трактир. В 1881 году работали круподробилка и хлебозапасный магазин. В 1885 году действовали 2 ветряные мельницы. Согласно переписи 1897 года располагалась в Столбунской волости Гомельского уезда Могилёвской губернии, работали школа грамоты, 3 ветряные мельницы, лавка, круподробилка, маслобойня, кирпичный завод. В деревенской школе в 1907 году было 57 учеников. В 1909 году 1037 десятин земли. В 1926 году работали почтовый пункт, 4-летняя школа.
С 8 декабря 1926 года по 30 декабря 1927 года центр Колбовского сельсовета Светиловичского, с 4 августа 1927 года Ветковского районов Гомельского округа В 1930 году создан колхоз «Ясная звезда», работали кирпичный завод, 6 ветряных мельниц, конная круподробилка, кузница. Во время Великой Отечественной войны в августе 1941 года и при отступлении в 1943 году оккупанты сожгли 189 дворов, убили 3 жителей. 93 жителя погибли на фронте. В 1959 году в составе совхоза «Столбунский» (центр — деревня Столбун). Есть клуб, библиотека, фельдшерско-акушерский пункт, отделение связи.

## Население

### Численность
- 2004 год — 95 хозяйств, 181 житель.

### Динамика
- 1881 год — 98 дворов, 512 жителей.
- 1885 год — 572 жителя.
- 1897 год — 130 дворов, 928 жителей (согласно переписи).
- 1909 год — 131 двор, 1070 жителей.
- 1926 год — 153 двора.
- 1940 год — 212 дворов.
- 1959 год — 839 жителей (согласно переписи).
- 2004 год — 95 хозяйств, 181 житель.

## Известные уроженцы
- В. И. Чехлов — генерал-майор.